# (12753) Povenmire
(12753) Povenmire est un astéroïde de la ceinture principale.

## Description
(12753) Povenmire est un astéroïde de la ceinture principale. Il fut découvert le 18 avril 1993 à l'Observatoire Palomar par Carolyn S. Shoemaker et Eugene M. Shoemaker. Il présente une orbite caractérisée par un demi-grand axe de 2,63 UA, une excentricité de 0,14 et une inclinaison de 14,8° par rapport à l'écliptique.

## Compléments